# The Getaway (videojuego)
The Getaway es un videojuego de acción, desarrollado en Inglaterra por Team Soho, una subsidiaria de Sony Computer Entertainment Europe con base en Londres y lanzado a finales de 2002. Tanto este juego como sus posteriores secuelas desarrollan su trama en un Londres muy detallado, y tiene elementos que recuerdan el cine de gánster británico como Get Carter o Snatch.

## Jugabilidad
The Getaway es un videojuego de disparos en tercera persona donde se controlan a los dos personajes principales de la historia, Mark Hammond y Frank Carter. Ambos personajes pueden realizar una serie de tareas físicas, tales como caminar, correr, rodar, disparar y coger rehenes como escudo humano. Una vez finalizados los veinticuatro niveles del juego, se puede optar por jugar un "Modo libre", permitiendo que el jugador circule por la ciudad de Londres con total libertad con el personaje de Mark Hammond.
El juego presenta una serie de vehículos con licencia de fabricantes de automóviles reales de que el jugador puede controlar. La mayoría de los vehículos del juego son de las marcas Grupo MG Rover, Jensen Motors, Saab, PSA Peugeot Citroën, Fiat y Lexus. También hay una serie de armas de fuego y armas blancas para el jugador que incluyen la pistola Glock 17, el fusil AK-47, la escopeta Remington 870 y el Heckler & Koch MP5, otras armas incluyen un cuchillo de carnicero, una palanca y un bate de béisbol.

## Argumento

### Historia de Mark Hammond
Las doce primeras misiones del juego siguen la historia de Mark Hammond (Don Kembry), un exmiembro de la Banda del Soho dirigida por Nick Collins, que ha sido recientemente liberado de prisión tras cumplir una condena por robo a mano armada. 
A su regreso, Hammond es testigo del asesinato a tiros de su esposa Suzie, y del secuestro de su hijo Alex por la veterana banda mafiosa Bethnal Green. Emocionalmente perturbado por la situación, Hammond inadvertidamente se incrimina a sí mismo al recoger el arma que mató a su esposa, lo que lleva a la policía a pensar que fue este el culpable de ambos crímenes. Después de escuchar las últimas palabras de su esposa, que eran que rescatara al niño, Hammond persigue al coche que llevaba a su hijo a un almacén donde es emboscado por el jefe de los Bethnal Green, Charlie Jolson (Ricky Hards). 
Jolson sabe que Hammond hará lo que sea necesario hacer para recuperar a su hijo. Si Hammond cumple los mandatos, recuperará a su hijo. Charlie Jolson, explica el "juego" que tiene la intención de jugar con Mark:

Yo te llamo y tú haces el trabajo. Si no haces lo que yo diga, el niño muere. Si no lo haces cuando yo diga el niño muere. Si no lo haces donde yo diga, el niño muere, ¿lo vas pillando?. Si quieres volver a ver al crío con vida, haz exactamente lo que yo diga. Si te vas de la lengua, tardas en hacerlo o me fallas... el niño muere. ¿Ha quedado claro?.

La mayoría de las misiones en las que Hammond es enviado por Jolson se componen de dos elementos, siendo la conducción y los disparos. Las misiones están ordenadas cronológicamente. Estas comienzan con el incendio del restaurante The Republic, dirigido por Nick Collins. A continuación el ataque y robo en la sucursal de Londres de la Tríada 14K en la galería de Reptiles de Hyde Park. 
Al entregar el objeto robado a Charlie, mandará a Hammond a una emboscada a un convoy de transporte de la prisión para liberar al sobrino de Jolson, Jake Jolson (Dave Gold), quien le mandará provocar un encuentro entre la Tríada 14K y la banda de los Jamaiquinos. Después de la sangrienta carnicería que se organiza, Hammond es enviado a la comisaría de Snow Hill para matar a Clive McCormack, un corrupto detective jefe quien le encarceló cinco años atrás, y a Yasmin (Anna Edwards), una exmiembro de la banda de Jolson que participó en el asesinato de la esposa de Hammond y en el secuestro de su hijo, a quien decide liberar para que le ayude a encontrar al niño. 
Mark y Yasmin irán, por orden de Charlie, a buscar a una bailarina que tiene en nómina a un club de estriptis del Soho, dirigido por Collins. Sin embargo, la chica muere durante el tiroteo, y Yasmin se hace pasar por ella para matar a Charlie y liberar al hijo de Hammond mientras él roba 300.000£ a los Jamaiquinos para Charlie, dinero que finalmente se queda Mark con la ayuda de su amigo del Soho, Liam Spencer. Para desgracia de Hammond, es capturado por Jake Jolson, mientras que Yasmin es capturada por Charlie. Ambos quedan prisioneros hasta que aparece Frank Carter, con intención de capturar a Charlie y a su banda, y los libera para que Hammond pueda también encontrar a su hijo. 
Una vez en la mansión de Charlie, este y sus chicos escapan con el hijo de Hammond, quien llama a Carter para saber a dónde llevaban a su hijo. Carter le explica que se dirigen al muelle de St. Saviour, a un buque de carga llamado Sol Vita. El plan de Charlie consistía en llevar allí a todos sus enemigos con la intención de entregarles a Hammond, y una vez allí hacer saltar por los aires el Sol Vita con una bomba. Hammond mata a Harry, mano derecha de Charlie cuya misión era acabar con Mark, y finalmente, Hammond y Yasmin escapan del barco con Alex después de explicar lo sucedido a Nick Collins, Jamahl (Jamaiquinos) y Shan Chu Lee (Tríada 14K) poco antes de que el barco explote.

### Historia de Frank Carter
Los siguientes doce niveles del juego son interpretados por el personaje de Frank Carter (Joe Rice), un detective del departamento criminal empeñado en capturar a los Jolson. La historia de Carter sucede en paralelo con la de Hammond, y sus misiones se basan en los dos mismos principios que las de Hammond. Las misiones de Carter empiezan cuando él y su compañero, Joe Fielding, están de vigilancia en un burdel en el que aparece Jake Jolson con su banda. Jake dispara a Joe, pero finalmente es arrestado por el grupo de operaciones especiales de la policía.
Después, Jake será interrogado por McCormack para gran enfado de Carter, dado que es su caso, y acudirá tras el interrogatorio a los muelles para desarticular el almacén de los Jamaiquinos. Cuando arresta a los dos miembros principales del almacén, Carter es avisado por radio de los sucesos del Soho tras el incendio ocasionado por Hammond, y deberá ir a acabar con el altercado. Habiendo sido arrestados los miembros de la banda de Collins, hay un aviso de emergencia en Chinatown por un altercado entre Jamaiquinos y Tríada. Tras finalizar el altercado entre los Jamaiquinos y la Tríada que se organiza en un aparcamiento cercano, McCormack envía a Carter a custodiar el furgón policial que lleva a Jake, pero con la emboscada de los Bethnal, que acompañó al asesinato de seis agentes de policía, Carter es suspendido.
Una compañera de Carter le dice que los detectives novatos han sido capturados por los Jamaiquinos en el laboratorio de crack de estos. Mientras los libera, se produce el enfrentamiento provocado por Hammond con los Jamaiquinos y la Tríada de nuevo. Carter, sospechando ya de McCormack, le sigue hasta un depósito, propiedad de Charlie Jolson en King's Cross, donde se entera de que planean matar a su compañero Joe aprovechando que está ingresado en el hospital. Frank irá al hospital a toda prisa para salvarle y le dirá lo que ha descubierto de McCormack, a lo que Joe le dice que eso ya no importa porque Mark Hammond acababa de matarle. Una vez estando Joe a salvo, Carter irá a un local en Shoreditch al que Joe le ha indicado. Al parecer en este local se encuentran unos documentos que demuestran el fraude fiscal y todos los, planes llevados a cabo por Charlie en los últimos veinte años. En los documentos aparece un almacén, en el que Carter se cuela sigilosamente y es cuando descubre los planes de Charlie para borrar a sus enemigos del mapa. Escucha una conversación entre Hammond y Yasmin, y tras pactar con él, los libera.
Carter sale de allí en seguida en dirección al depósito de King's Cross para capturar a Jake. Sin embargo, allí se encuentra con media banda, y decide actuar más cautelosamente. Es entonces cuando recibe una llamada de Hammond, quien le pregunta por el paradero de su hijo. Carter dirige a Hammond hacia el Sol Vita y él también se dirige hacia allí. Una vez en el barco, mata a Jake y acude a la bodega donde se encuentran los jefes de las bandas. Los Hammond y Yasmin son liberados, pero Carter no. Cuando ellos ya han salido, Carter se subleva y dice que no necesita ayuda de unos gánsteres. Es entonces cuando Charlie pierde el control y activa la bomba, teniendo dos minutos para salir del barco antes de que explote. Frank coge una AK-47 y consigue saltar por la borda en el momento en que el barco explota.

## Personajes
| Personaje       | Papel en el juego                      | Doblaje original      | Doblaje en español    |
| --------------- | -------------------------------------- | --------------------- | --------------------- |
| Mark Hammond    | Protagonista                           | Don Kembry            | Pablo Del Hoyo        |
| Frank Carter    | Protagonista                           | Joe Rice              | Luis Bajo             |
| Yasmin          | Coprotagonista                         | Anna Edwards          | Lucía Alonso          |
| Alex Hammond    | Hijo de Mark Hammond                   | Joe Barnes            | Piluca Martín         |
| Charlie Jolson  | Antagonista. Jefe de los Bethnal Green | Ricky Hards           | Héctor Cantolla       |
| Nick Collins    | Jefe de la banda del Soho              | Russell Levy          | Juan Antonio Arroyo   |
| Liam Spencer    | Miembro de la banda del Soho           | Paul Swaby            | Roberto Encinas       |
| Jamahl          | Jefe de los Jamaicanos                 | Elwin "Chopper" David | David García Vázquez  |
| Shan Chu Lee    | Jefe de la Tríada 14K                  | Wai Tsang             | Miguel Ayones         |
| Harry           | Guardaespaldas de Charlie Jolson       | Michael Preston       | Miguel Ángel Del Hoyo |
| Eyebrows        | Miembro de los Bethnal Green           | Paul Burfoot          | Miguel Ángel Montero  |
| Grievous        | Miembro de los Bethnal Green           | Jim Darrah            | Juan Antonio Arroyo   |
| Jake Jolson     | Sobrino de Charlie Jolson              | Dave Gold             | Claudio Serrano       |
| Clive McCormack | Superior de Frank Carter               | Mick Oliver           | Carlos Ysbert         |